# 北奧科鎮區 (伊利諾伊州科爾斯)
北奧科鎮區（英語：North Okaw Township）是位於美國伊利諾伊州科爾斯縣的一個行政鎮區。

## 地方資料
根據2010年美國人口普查的數據，北奧科鎮區的面積為140.90平方千米，當中陸地面積為140.80平方千米，而水域面積為0.10平方千米。當地共有人口955人，而人口密度為每平方千米6.78人。